# سیمون بوی سورنسن
سیمون بوی سورنسن (انگلیسی: Simone Boye Sørensen؛ زادهٔ ۳ مارس ۱۹۹۲) بازیکن فوتبال اهل دانمارک است.

وی همچنین در تیم‌های ملی فوتبال Denmark women's national under-17 football team و زنان دانمارک بازی کرده‌است.